# Aleksiej Kołokolcew
Aleksiej Kołokolcew (ros. Алексей Алексеевич Колокольцев; ur. 3 grudnia 1962 w Anżero-Sudżensku) – radziecki sztangista.

## Biografia
Startował w wadze muszej (do 52 kg). Brązowy medalista mistrzostw świata (1986). Mistrz ZSRR (1987) oraz 3-krotnie srebrny (1985, 1986, 1990) i 3-krotnie brązowy (1988, 1989, 1991) medalista mistrzostw kraju. Srebrny (1986) oraz brązowy (1991) medalista Spartakiady Narodów ZSRR. Złoty (1987) oraz srebrny (1989) medalista Pucharu ZSRR.
Po zakończeniu kariery sportowej zajął się prowadzeniem własnego biznesu w Kemerowie.

## Sukcesy medalowe

### Mistrzostwa świata
- Sofia 1986 –  brązowy medal (waga musza)